# Eudin
José Uedson Marques Silva dit Eudin, né le 10 mai 1986 à Tutóia (Maranhão), est un joueur de beach soccer international brésilien.

## Palmarès

### En sélection
| Compétitions mondiales                                                           | Compétitions continentales                                                     |
| -------------------------------------------------------------------------------- | ------------------------------------------------------------------------------ |
| - Coupe du monde - 3e en 2013 - Copa das Nações (1) - Vainqueur en décembre 2013 | - Championnat CONMEBOL (5) - 3e en 2013 - Copa América (1) - Vainqueur en 2013 |

### En club
Maranhão
- Champion des États brésiliens en 2008 et 2012

 CR Flamengo
- Finaliste de la Coupe du monde des clubs en 2013

### Individuel
- Meilleur joueur du Championnat des États brésiliens en 2012[2]
- Meilleur buteur de la Coupe du monde des clubs en 2013